# Meekatharra Shire
Koordinaten: 26° 35′ S, 118° 30′ O

Das Shire of Meekatharra ist ein lokales Verwaltungsgebiet (LGA) im australischen Bundesstaat Western Australia. Das Gebiet ist 100.789 km² groß und hat etwa 1000 Einwohner (2016).
Meekatharra liegt in der Westhälfte des Staates etwa 650 Kilometer nordöstlich der Hauptstadt Perth. Der Sitz des Shire Councils befindet sich in der Ortschaft Meekatharra, wo etwa 570 Einwohner leben (2016).

## Verwaltung
Der Meekatharra Council hat neun Mitglieder. Die Councillor werden von den Bewohnern der drei Wards (fünf aus dem Town, je zwei aus dem Nannine und dem Peak Hill Ward) gewählt. Aus dem Kreis der Councillor rekrutiert sich auch der Ratsvorsitzende und Shire President.